# Leichtathletik-Europameisterschaften 2012/5000 m der Männer

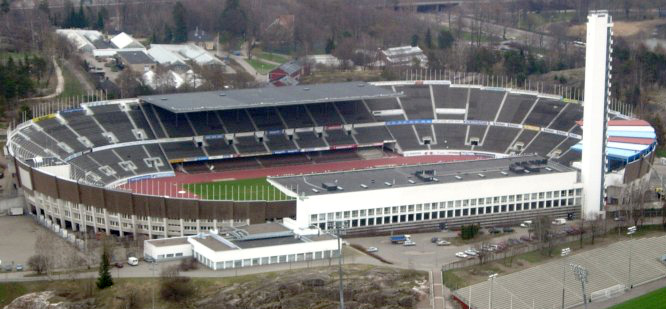
Das Olympiastadion Olympiastadion Helsinki im Jahr 2005

Der 5000-Meter-Lauf der Männer bei den Leichtathletik-Europameisterschaften 2012 wurde am 27. Juni 2012 im Olympiastadion der finnischen Hauptstadt Helsinki ausgetragen.
Europameister wurde der britische Doppeleuropameister von 2010 (5000/10.000 Meter), Weltmeister von 2011 über 5000 Meter und Vizeweltmeister von 2011 über 10.000 Meter Mohamed Farah.
Der Deutsche Arne Gabius errang die Silbermedaille.
Bronze ging an den für die Türkei startenden gebürtigen Kenianer Polat Kemboi Arıkan, der hier drei Tage zuvor das Rennen über 10.000 Meter für sich entschieden hatte.

## Bestehende Rekorde
| Weltrekord           | 12:37,35 min | Kenenisa Bekele  | Hengelo, Niederlande         | 31. Mai 2004    |
| Europarekord         | 12:49,71 min | Mohammed Mourhit | Brüssel, Belgien             | 25. August 2000 |
| Meisterschaftsrekord | 13:10,15 min | Jack Buckner     | EM Stuttgart, BR Deutschland | 31. August 1986 |

Das Rennen bei diesen Europameisterschaften war auf einen Spurt ausgerichtet und so hatte der seit 1986 bestehende EM-Rekord weiterhin Bestand. Der britische Europameister Mohamed Farah blieb mit seiner Siegerzeit von 13:29,81 min 19,66 s über dem Rekord. Zum Europarekord fehlten ihm 40,10 s, zum Weltrekord 52,46 s.

## Durchführung
Bei einem Teilnehmerfeld von 25 Läufern wurde auf eine Vorrunde verzichtet, alle Athleten gingen in ein gemeinsames Finale.

## Legende
Kurze Übersicht zur Bedeutung der Symbolik – so üblicherweise auch in sonstigen Veröffentlichungen verwendet:
| DNF | Wettkampf nicht beendet (did not finish) |
| DSQ | disqualifiziert                          |
| IWR | Internationale Wettkampfregeln           |
| TR  | Technische Regeln                        |

## Resultat

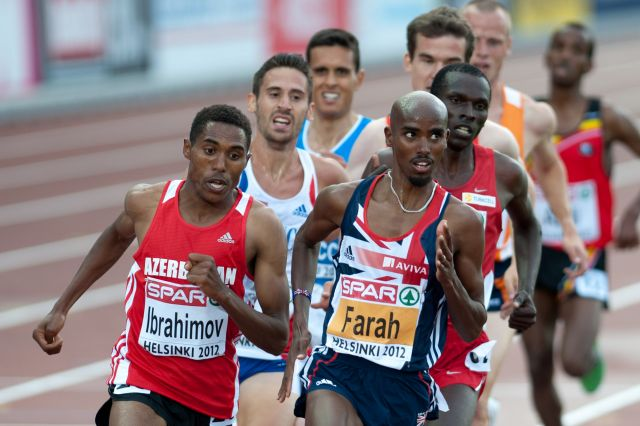
Die Spitzengruppe näherte hier sich im 5000-Meter-Finale dem Ziel

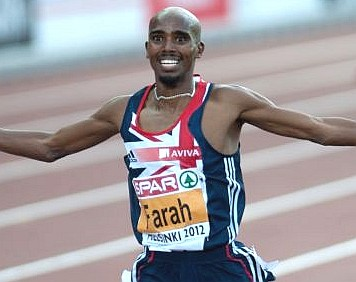
Klarer Favoritensieg für Titelverteidiger Mo Farah, unter anderem auch Weltmeister von 2011

27. Juni 2012, 19:40 Uhr
| Platz | Name                       | Nation         | Zeit (min)                         |
| ----- | -------------------------- | -------------- | ---------------------------------- |
| 1     | Mohamed Farah              | Großbritannien | 0013:29,91                         |
| 2     | Arne Gabius                | Deutschland    | 0013:31,63                         |
| 3     | Polat Kemboi Arıkan        | Türkei         | 0013:32,63                         |
| 4     | Yohan Durand               | Frankreich     | 0013:32,65                         |
| 5     | Daniele Meucci             | Italien        | 0013:32,69                         |
| 6     | Hayle İbrahimov            | Aserbaidschan  | 0013:36,05                         |
| 7     | Dennis Licht               | Niederlande    | 0013:37,99                         |
| 8     | Bashir Abdi                | Belgien        | 0013:39,01                         |
| 9     | Serhiy Lebid               | Ukraine        | 0013:40,07                         |
| 10    | Manuel Ángel Penas         | Spanien        | 0013:41,40                         |
| 11    | Stefano La Rosa            | Italien        | 0013:41,99                         |
| 12    | Francisco Javier Alves     | Spanien        | 0013:42,46                         |
| 13    | Adil Bouafif               | Schweden       | 0013:50,13                         |
| 14    | Rory Fraser                | Großbritannien | 0013:51,23                         |
| 15    | Philipp Pflieger           | Deutschland    | 0013:51,23                         |
| 16    | Tiidrek Nurme              | Estland        | 0013:51,29                         |
| 17    | Brenton Rowe               | Österreich     | 0013:51,58                         |
| 18    | Sindre Buraas              | Norwegen       | 0013:51,64                         |
| 19    | Anatoli Rybakow            | Russland       | 0013:52,79                         |
| 20    | Jesús España               | Spanien        | 0013:55,98                         |
| 21    | Mats Lunders               | Belgien        | 0014:06,55                         |
| 22    | Philipp Bandi              | Schweiz        | 0014:07,48                         |
| 23    | Mitch Goose                | Großbritannien | 0014:21,91                         |
| DNF   | Jesper van der Wielen      | Niederlande    |                                    |
| DSQ   | Maksym Cerrone Obrubanskyy | Italien        | IWR 163, TR17.3.2 – Bahnübertreten |

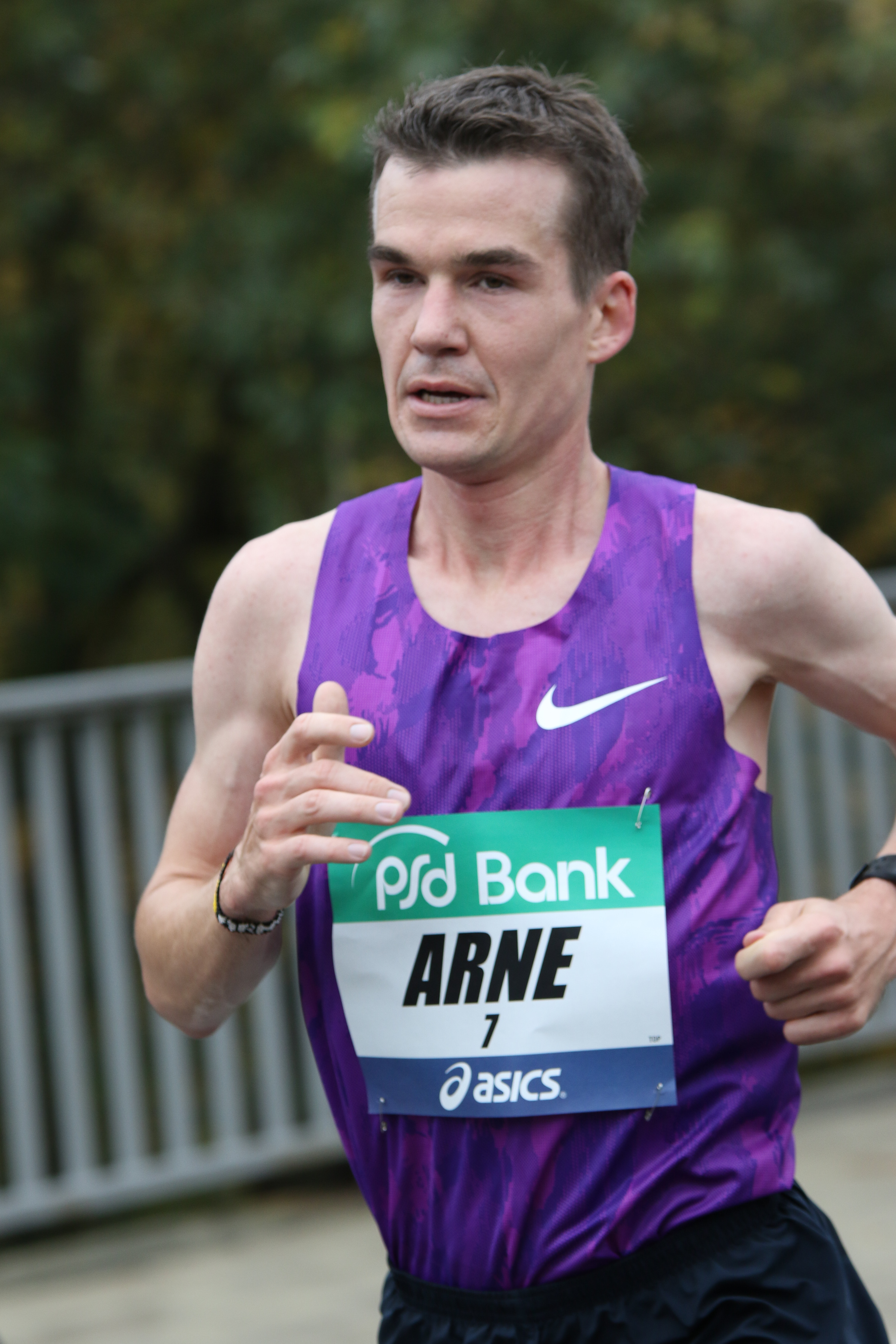
Vizeeuropameister Arne Gabius
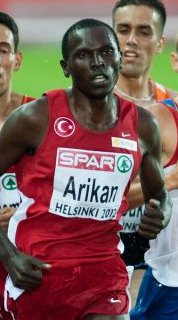
Polat Kemboi Arıkan, drei Tage zuvor Europameister über 10.000 Meter, errang die Bronzemedaille
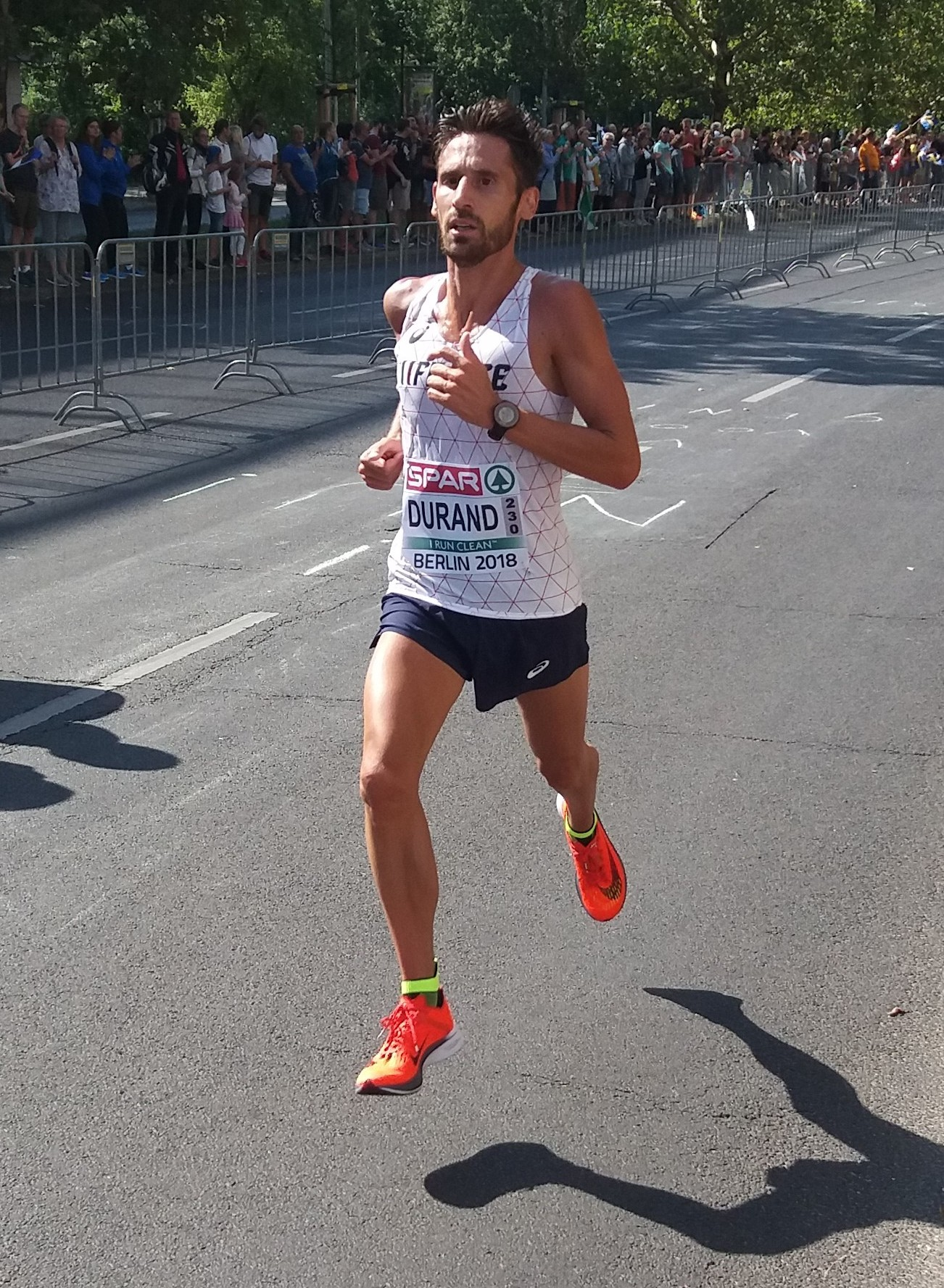
Yohan Durand belegte Rang vier
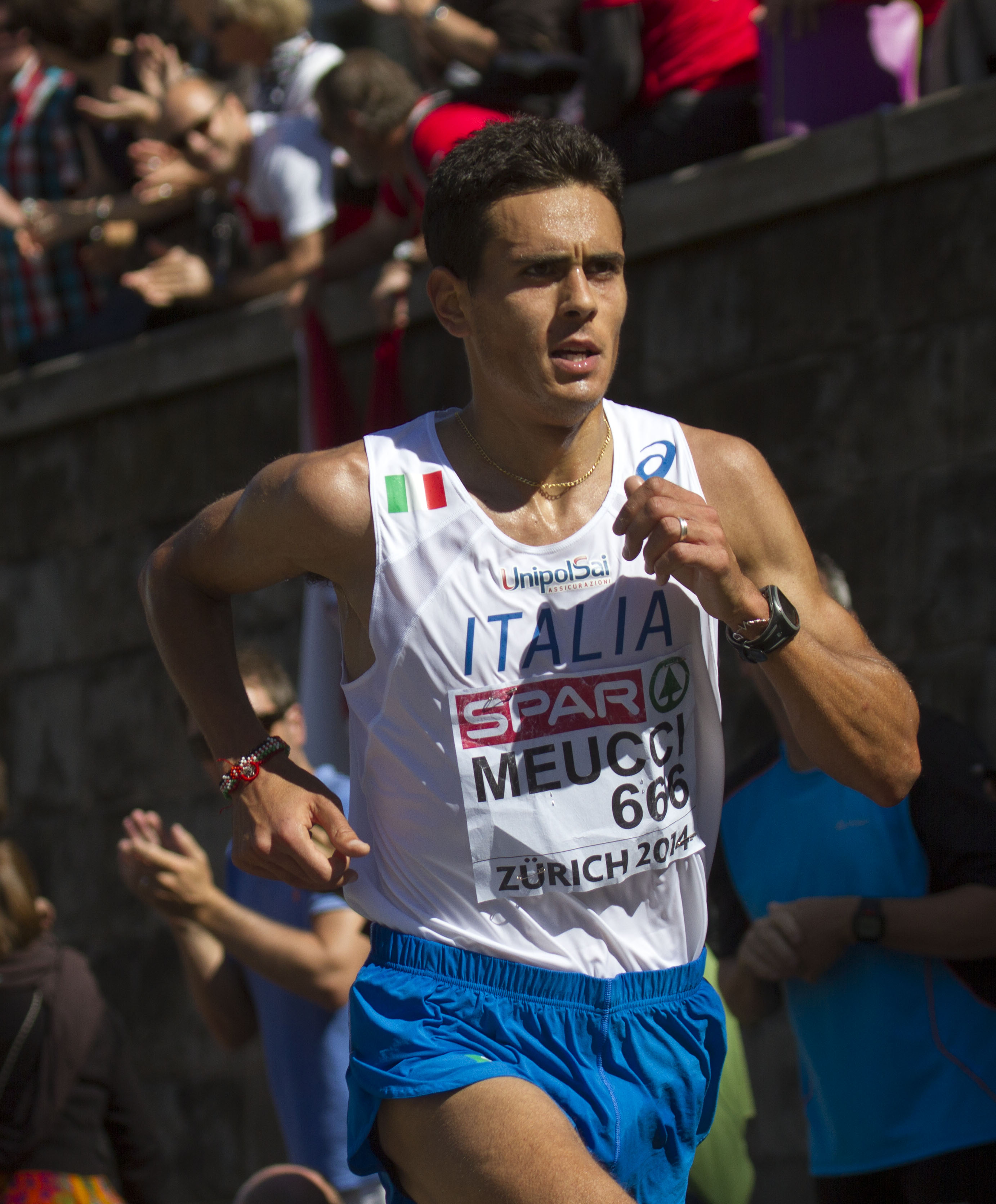
Platz fünf für Daniele Meucci, den Vizeeuropameister über 10.000 Meter drei Tage zuvor

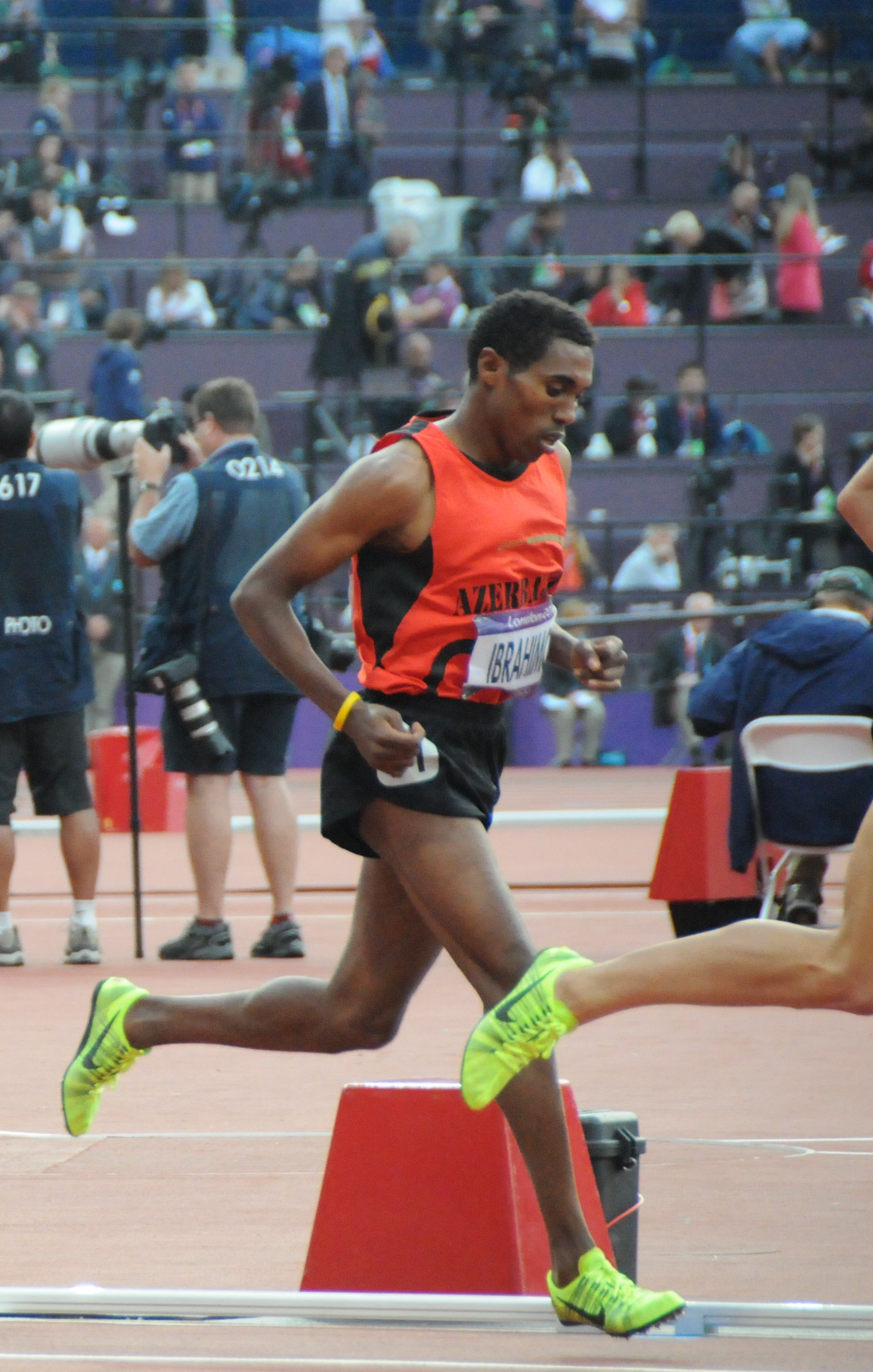
Hayle İbrahimov erreichte Platz sechs
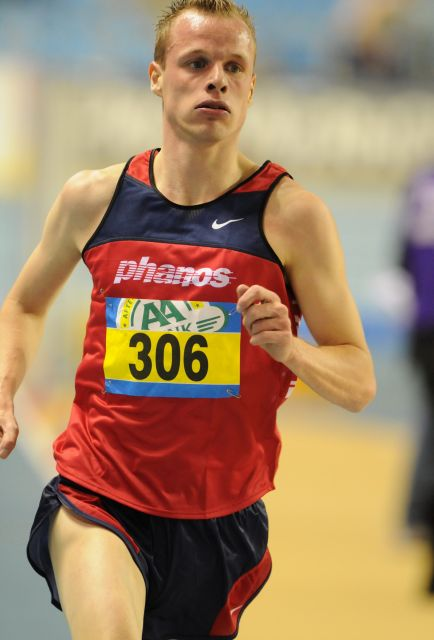
Dennis Licht kam auf den siebten Platz
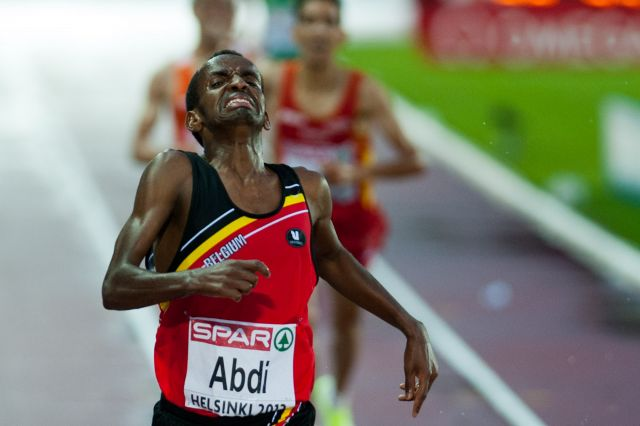
Der 10.000-Meter-Vierte Bashir Abdi wurde Achter
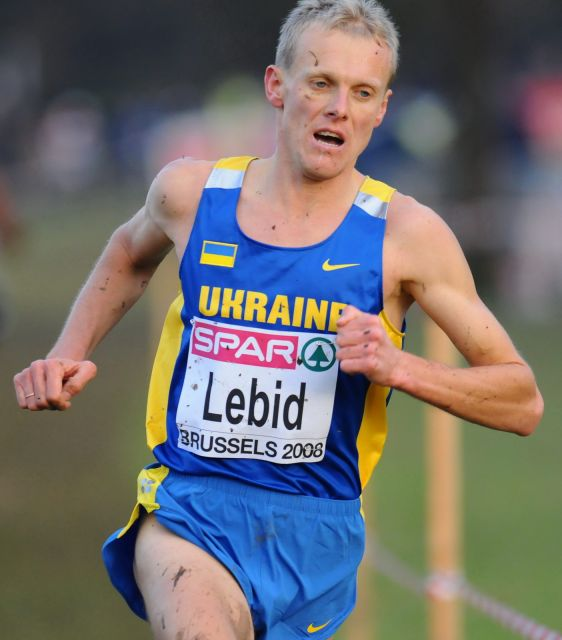
Serhiy Lebid – Rang neun

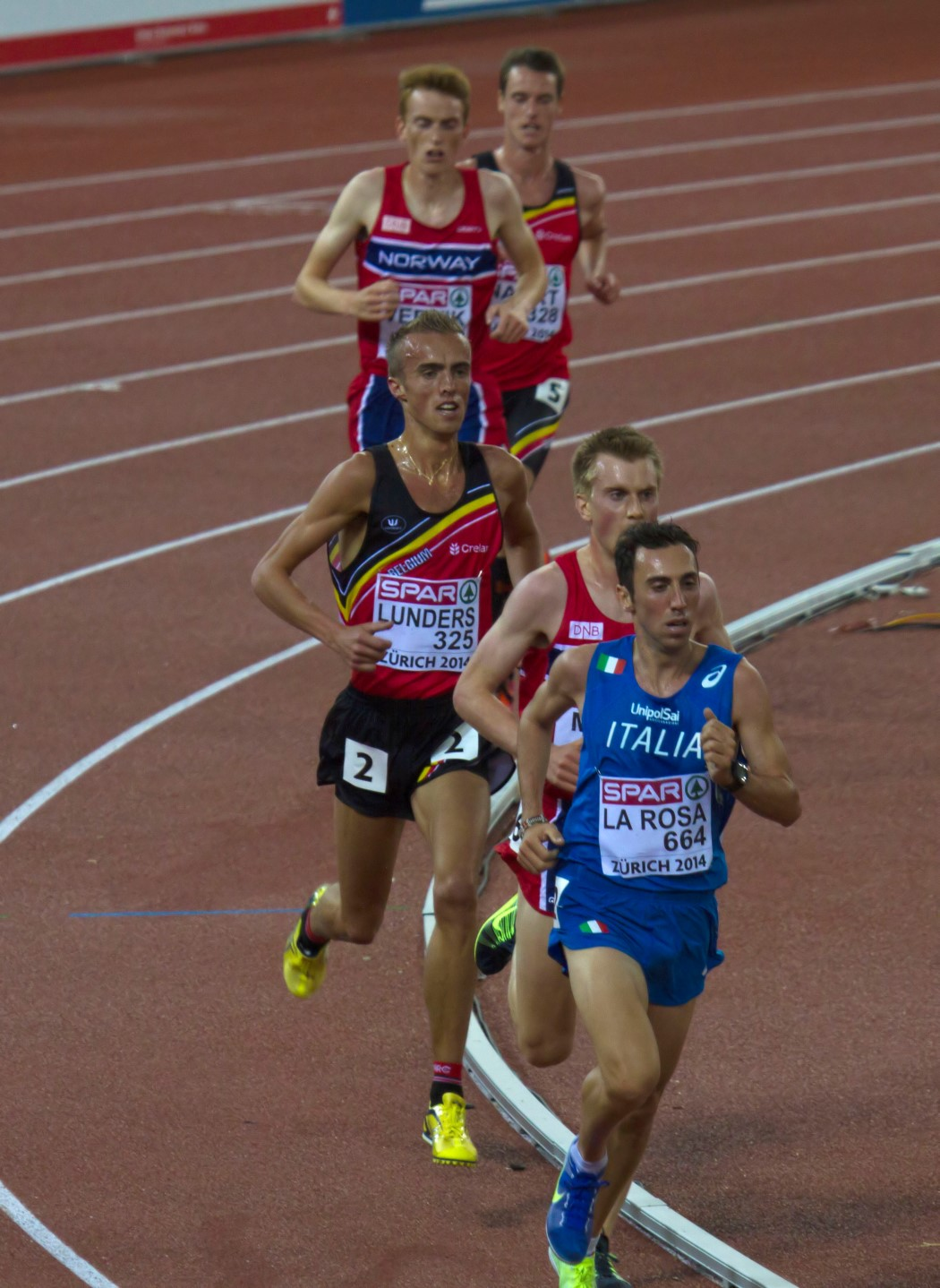
Stefano La Rosa (hier in führender Position in einem Rennen im Jahr 2014) – Rang elf
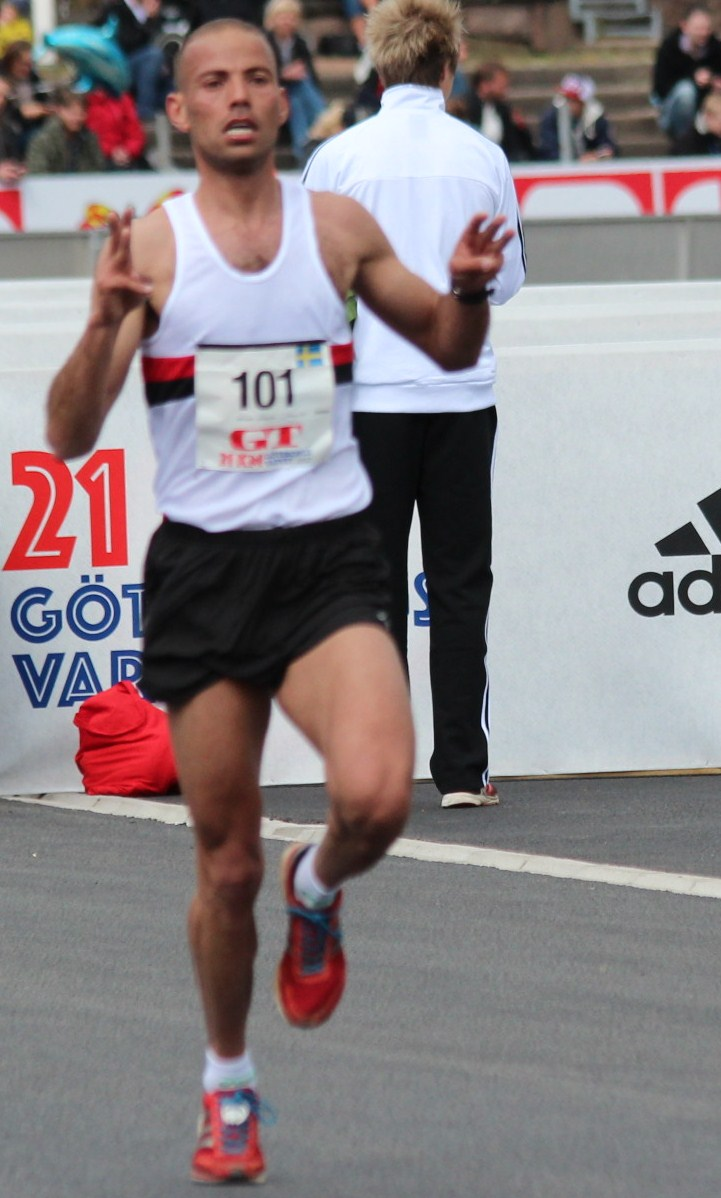
Adil Bouafif – Rang dreizehn
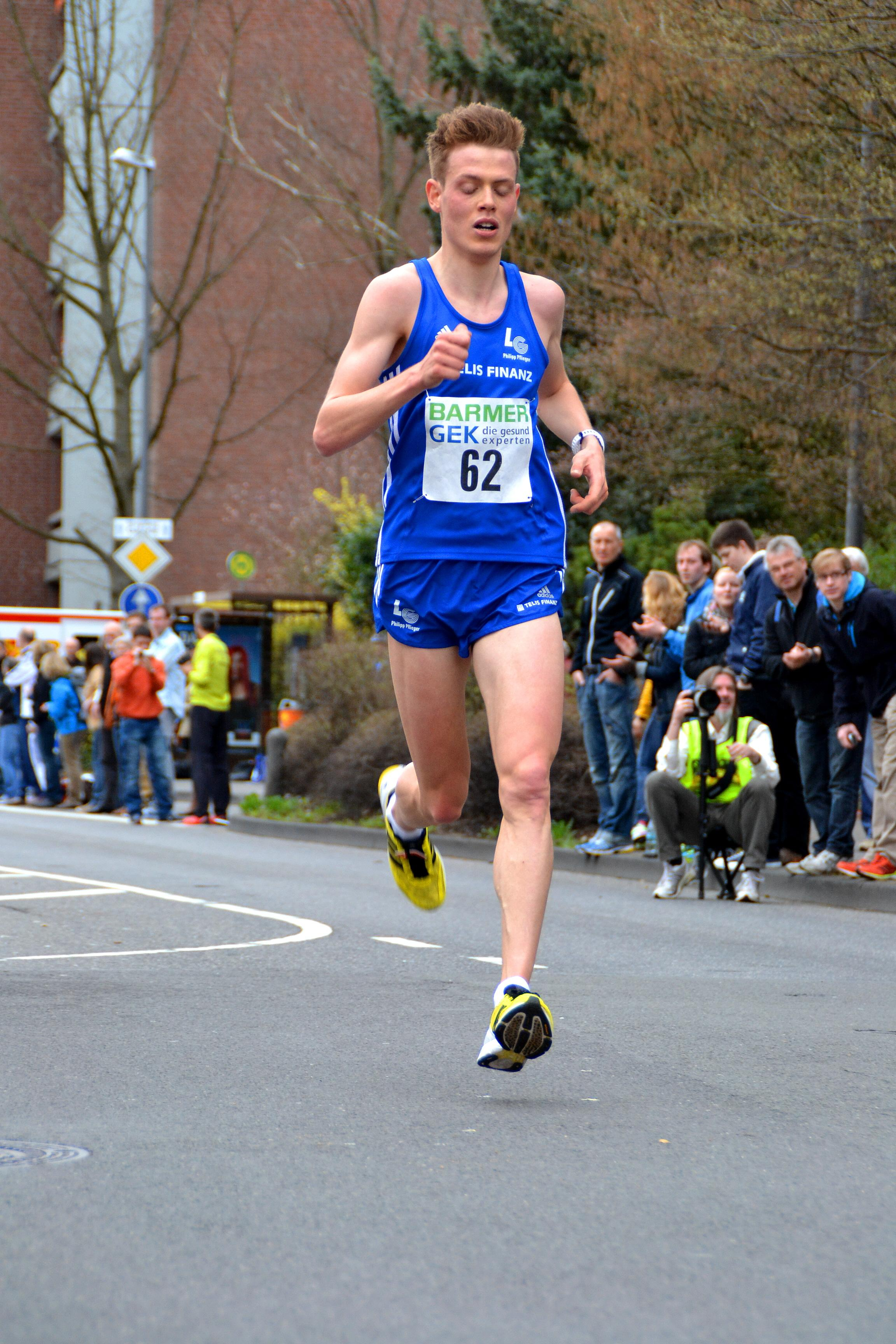
Philipp Pflieger – Rang fünfzehn
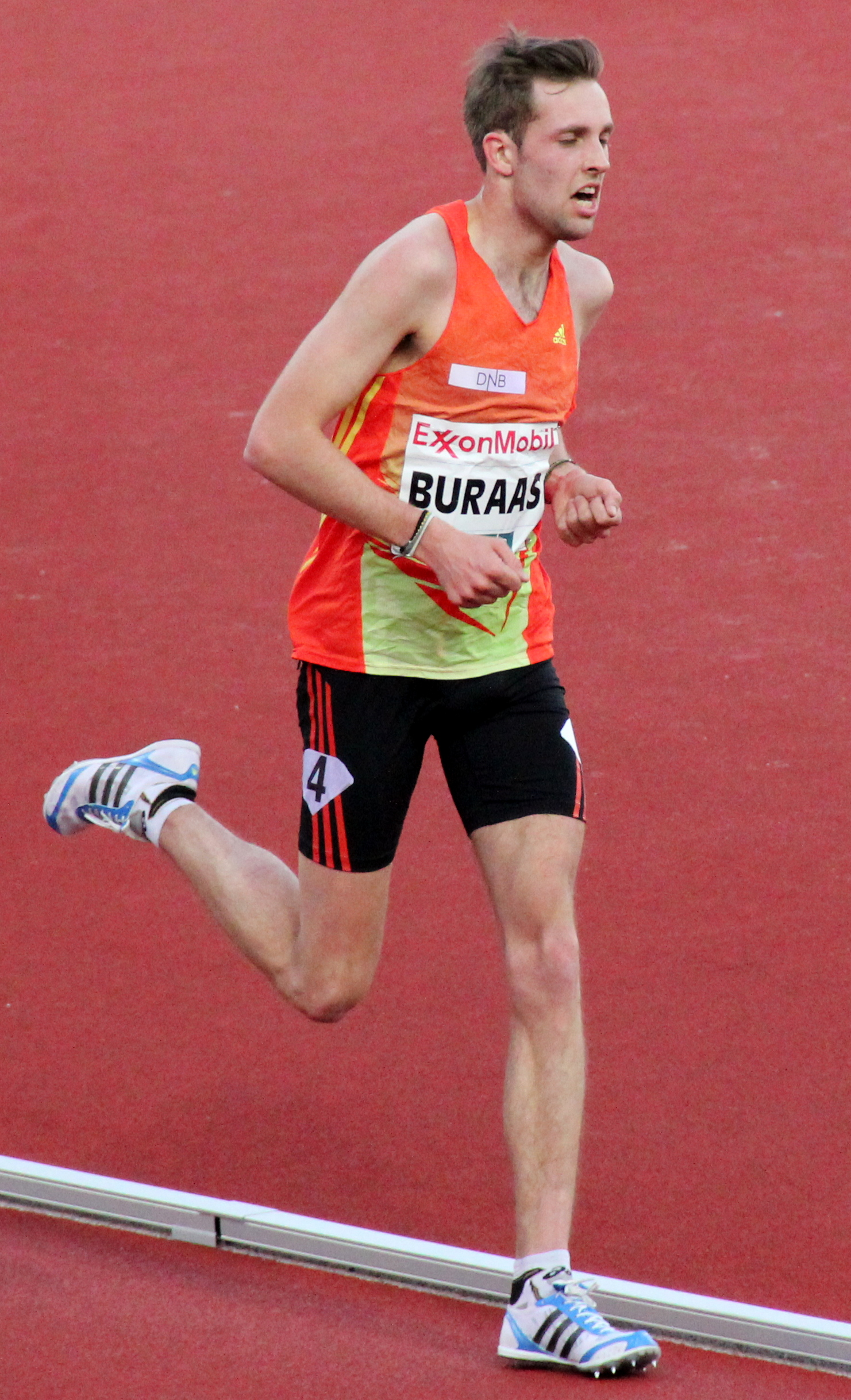
Sindre Buraas – Rang achtzehn

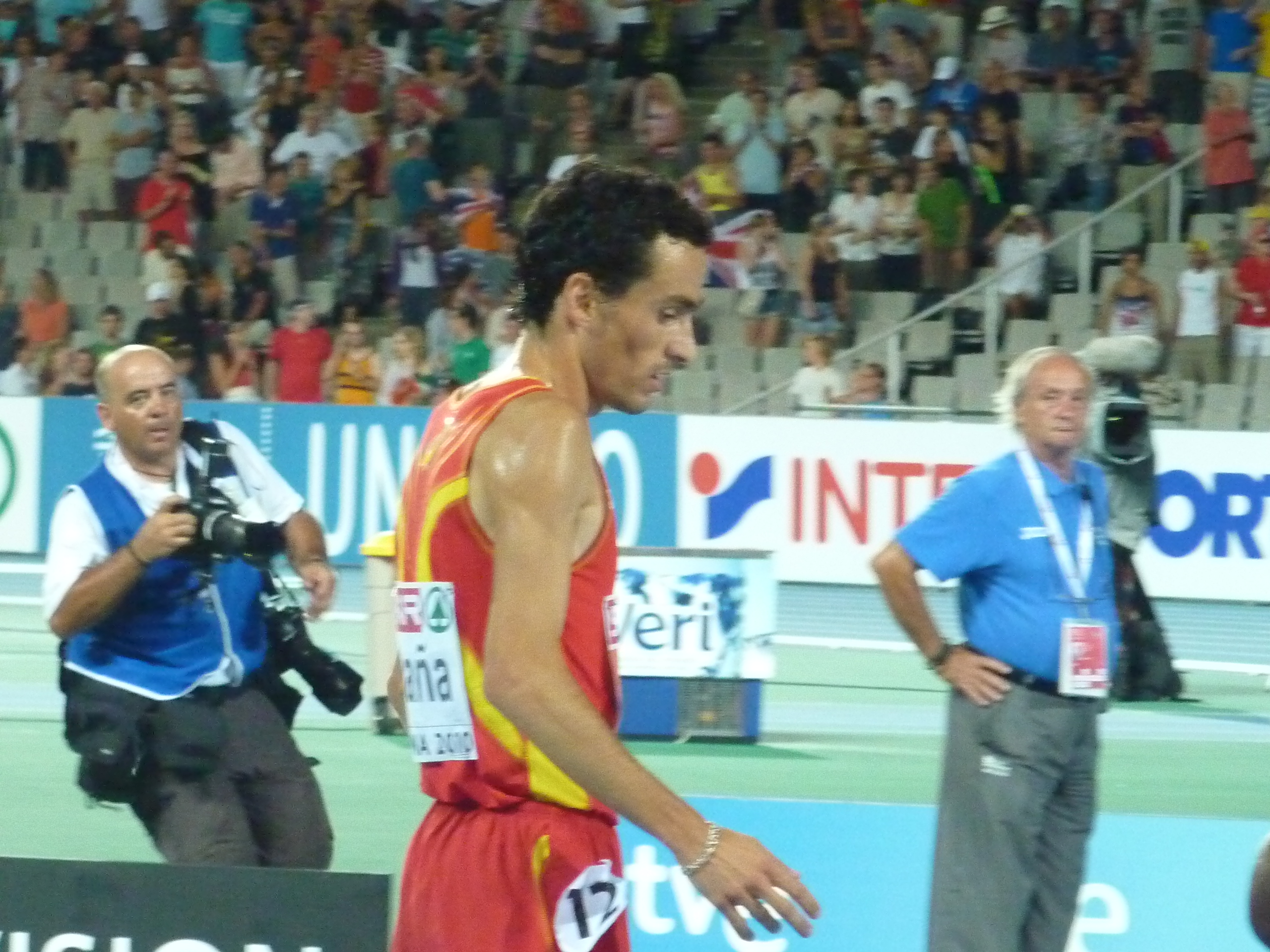
Jesús España – Rang zwanzig
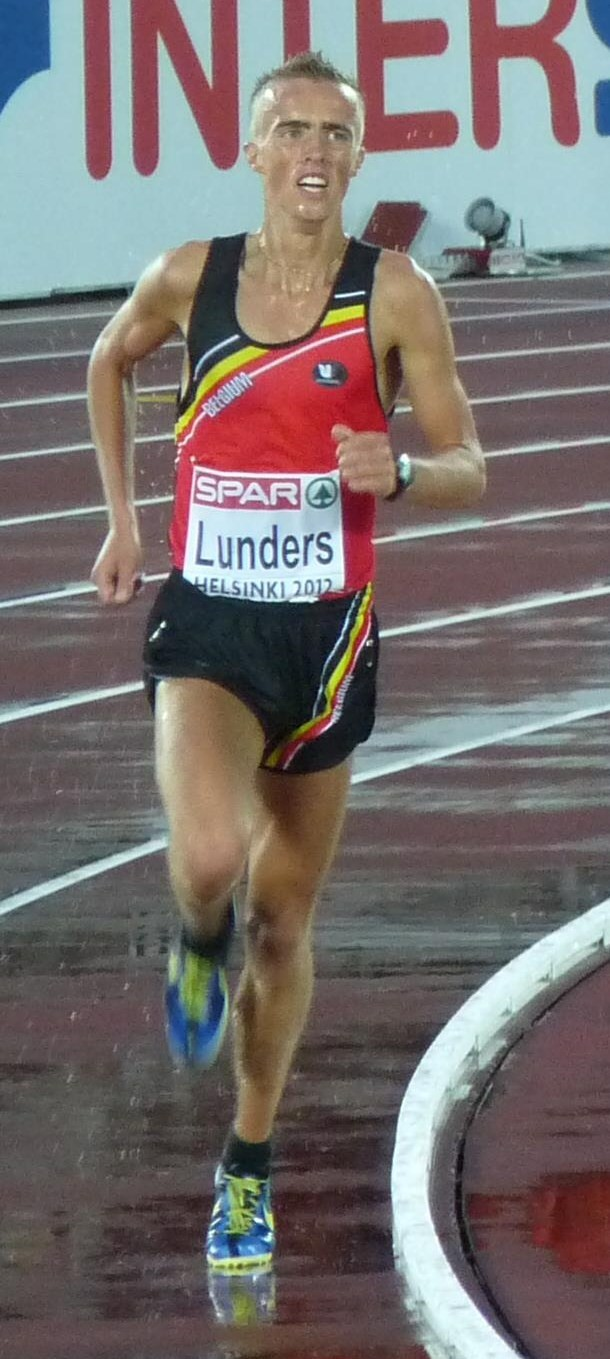
Mats Lunders – Rang 21
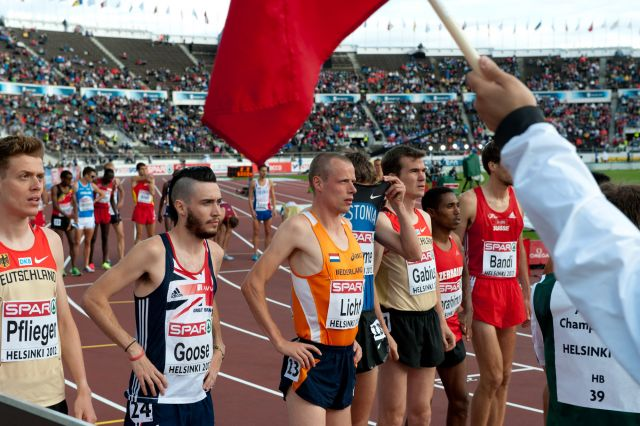
Mitch Goose (Zweiter von links beim Start des 5000-Meter-Rennens) – Rang 23
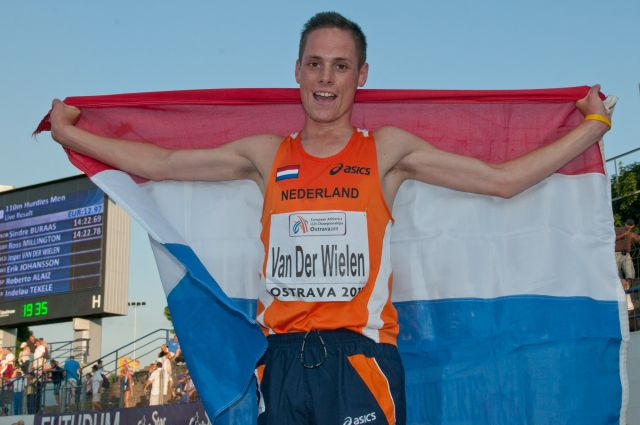
Jesper van der Wielen beendete das Rennen nicht

## Videolink
- MO FARAH 5000m final EURO champs 2012 Helsinki, youtube.com, abgerufen am 24. Februar 2023